# Obispo auxiliar
El obispo auxiliar, al igual que el obispo diocesano, es el sacerdote que recibe por el sacramento del orden el grado del episcopado (del griego επισκοπος epískopos, 'vigilante'). La diferencia radica en que el obispo auxiliar colabora con el obispo diocesano de alguna diócesis existente. 
Cuando se ordena a un Obispo sin darle el gobierno de una diócesis, la Santa Sede en una ficción del derecho le otorga la titularidad de alguna diócesis ya extinta. En el caso del Obispo auxiliar de una diócesis existente es al mismo tiempo Obispo titular de otra diócesis inexistente.
Esta tradición se originó cuando las ciudades sedes de diócesis católicas eran atacadas, luego de lo cual el obispo diocesano emigraba a una ciudad donde podía estar seguro. Al llegar a aquella diócesis, se presentaba al obispo diocesano y lo auxiliaba en todo lo que este necesitase, mientras no pudiese volver a su diócesis original. 
Las Diócesis que tienen más obispos auxiliares en el mundo son la Arquidiócesis de México, la Diócesis de Roma, la Arquidiócesis de Milán, la Arquidiócesis de Chicago, la Arquidiócesis de Buenos Aires, la Arquidiócesis de Río de Janeiro, la Arquidiócesis de Sao Paulo y la Arquidiócesis de los Ángeles. Por el número de obispos auxiliares, sus similares diocesanos, pueden nombrarlos vicario general, de pastoral, episcopal o ambiental, aunque los primeros podrán especializarse en temas como movimientos apostólicos u otros, si así correspondiere y al que le corresponda el primer cargo, podrán asumir el Gobierno Eclesiástico, siempre y cuando se ausente, esté impedido, renuncie, fallezca o sea trasladado de Diócesis. En el caso del Papa Francisco, en 1992 fue Obispo Auxiliar y en 1998 Arzobispo Coadjutor y posteriormente Diocesano de Buenos Aires y de Juan Pablo II, fue Obispo Auxiliar y Arzobispo de Cracovia, 2 casos emblemáticos de Obispos Auxiliares que llegaron a ser Cardenales y posteriormente Papas.